# Mesocapromys auritus
Espèce
Statut de conservation UICN

 EN C2a(ii) : En danger
Mesocapromys auritus est une espèce de Rongeurs de la famille des Capromyidés qui comprend des hutias. C'est un animal qui est en danger d'extinction, endémique de Cuba.
L'espèce a été décrite pour la première fois en 1979 par le zoologiste cubain Luis S. Varona.